# Sara Gutiérrez Galve
Sara Gutiérrez Galve (Barcelona, 1994) es una cineasta catalana. Se graduó en Comunicación Audiovisual por la Universidad Pompeu Fabra donde empezó a desarrollar el que será su primer largometraje: Yo la busco producida por Nanouk Films. El film fue tutorizado por los cineastas Jonás Trueba, Mar Coll y Javier Rebollo .
Yo la busco, alejada de tópicos, retrata una pareja de amigos a la crisis vital de la pérdida de la juventud. Recibió el Premio al mejor actor protagonista (Dani Casellas ) al Festival de Málaga 2018 y también fue premiada como Mejor película en el Festival de Audiovisual Catalán Somos Cine. El año 2019 fue una de las nominadas a mejor película en los Premios Gaudí.